# Wild Child. Zbuntowana księżniczka
Wild Child. Zbuntowana księżniczka (ang. Wild Child) – amerykańsko-brytyjsko-francuska komedia romantyczna z 2008 roku w reżyserii Nicka Moore'a.

## Fabuła
Opowieść o przygodach nastolatki z Malibu o imieniu Poppy. Dziewczyna trafia do angielskiej szkoły z internatem o surowej dyscyplinie, gdzie nie ma internetu, a telefonu komórkowego można używać tylko w weekendy.

## Główne role
- Emma Roberts – Poppy Moore
- Lexi Ainsworth – Molly
- Shelby Young – Ruby
- Johnny Pacar – Roddy
- Aidan Quinn – Gerry Moore
- Natasha Richardson – Pani Kingsley
- Georgia King – Harriet
- Ruby Thomas – Jane
- Eleanor Turner-Moss – Charlotte
- Kimberley Nixon – Kate
- Juno Temple – Drippy
- Sophie Wu – Kiki
- Linzey Cocker – Josie
- Shirley Henderson – Matron
- Alex Pettyfer – Freddie